# Eugène Duthoit
Pour les articles homonymes, voir Duthoit.
Eugène Cyrille François Duthoit, né le 16 juin 1869 à Roubaix et mort le 21 mai 1944 à Lille, est un juriste français, doyen de la Faculté de droit de l'Université catholique de Lille, président des Semaines sociales de France.

## Biographie
Pendant la Première Guerre mondiale il est mobilisé, avec le grade de capitaine, à la 3e compagnie du 7e régiment d'infanterie territoriale et se trouve en 1916 sur les fronts de Verdun et de la Somme. Fin 1917 il est envoyé, secondé de Charles Flory, en mission de propagande au Canada pour encourager l'effort de guerre des Canadiens au côté de la France,.
- Membre du comité de perfectionnement de la « Ligue sociale d’acheteurs »[6]
- Rédacteur de la déclaration des droits de la famille pour le Congrès familial de 1920[7].

Il reçoit la Légion d'honneur et la croix de Guerre pour sa participation à la Première Guerre Mondiale. 
Catholique militant, il est membre des fraternités séculières franciscaines et préside les Semaines sociales de 1914 à 1944.
Il décède en son domicile, 141 rue Jacquemars-Giélée à Lille, le 21 mai 1944, après une courte maladie.
Eugène Duthoit a marqué le département du Nord : son nom a été donné à plusieurs voies de circulation ou centres municipaux à Lille, Tourcoing, Croix, Lambersart.